# میرووشچزنا
میرووشچزنا (به لاتین: Mirowszczyzna) یک روستا در لهستان است که در گمینا رودنگکی واقع شده‌است. میرووشچزنا ۲۰۱ نفر جمعیت دارد.